# Терль
Терль (нім. Thörl) — ярмаркове містечко  (нім. Marktgemeinde)  в Австрії, у федеральній землі Штирія. Тут знаходиться відомий замок Шахенштайн, споруджений на вершині гори. Перший підписаний у замку документ походить з 22 червня 1478, а 22 квітня 1479 було освячено замкову каплицю, коли будівництво очевидно завершили.
Входить до складу округу Брук-Мюрццушлаг.  Населення становить 1,608 осіб (станом на 31 грудня 2005 року). Займає площу 65 км².

## Міста-побратими
Місто має побратима:
- Любечна, Словенія